# Matteo Zennaro
Matteo Zennaro, né le 30 avril 1976 à Mestre (Venise), est un escrimeur italien.

## Carrière
Il remporte le fleuret lors des Championnats du monde juniors d'escrime.
Matteo Zennaro participe aux Jeux olympiques d'été de 2000 et  remporte la médaille de bronze dans l'épreuve de fleuret par équipe.